# Villa Bedretto
Villa Bedretto ist ein Ort im Schweizer Kanton Tessin und Teil der Gemeinde Bedretto.

## Geographie
Villa liegt am linken Ufer des Ticino und ist Sitz der Gemeindeverwaltung.

## Bürgergemeinde
- Bürgergemeinde Bedretto[4]

## Sehenswürdigkeiten
Das Dorf ist im Inventar der schützenswerten Ortsbilder der Schweiz eingetragen.
- Pfarrkirche Santi Maccabei im Ortsteil Villa, der polygonale Kirchturm dient auch als Lawinenbrecher[5]. Der bestehende Bau stammt vom Ende des 19. Jahrhunderts.

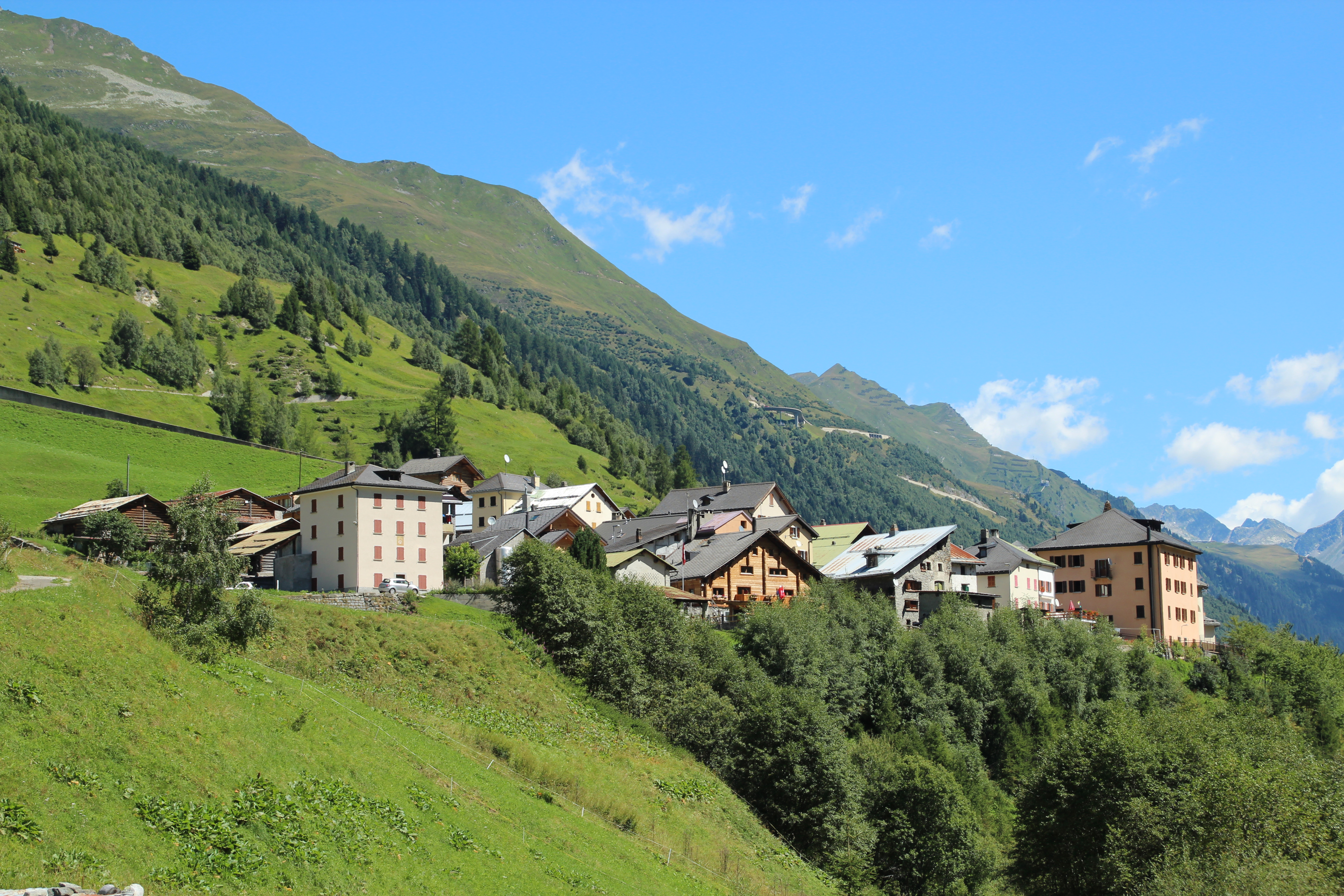
Villa Bedretto

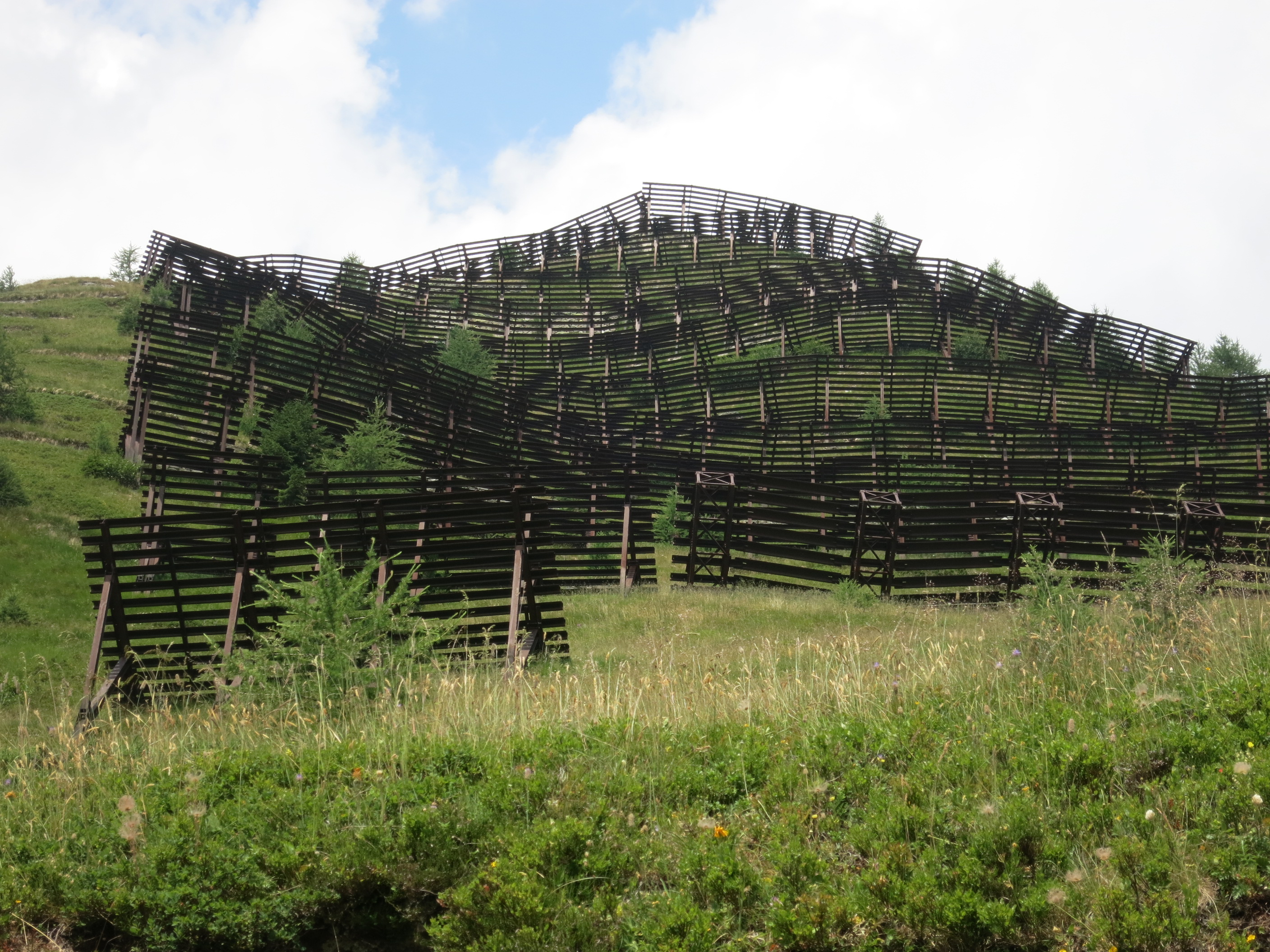
Villa Bedrettos Lawinenverbauung